# Republiek Novgorod
De Feodale Republiek Novgorod (Russisch: Новгородская феодальная республика; Novgorodskaja feodalnaja respoeblika) was een machtige middeleeuwse Russische staat die zich tussen de 12e en 15e eeuw uitstrekte van de Oostzee tot aan het Oeralgebergte. Op haar hoogtepunt in de 14e eeuw had de stad Veliki Novgorod naar schatting 400.000 inwoners.

## Vorming binnen het Kievse Rijk
De stad had reeds zelfbestuur in 997. Begin 11e eeuw begon de stad Novgorod Veliki te streven naar autonomie binnen het Kievse Rijk. De Novgorodse bojaren waren de vertolkers van deze ideeën en werden hierin gesteund door de stadsbevolking, die belasting moest betalen aan Kiev en haar moest voorzien van soldaten voor militaire veldtochten. In het begin van de 12e eeuw begon Novgorod met het benoemen van verschillende knjazen voor het bestuur van de stad zonder hier vooraf toestemming voor te vragen aan de grootvorst van Kiev. In 1136 verkregen de bojaren en de leidende handelaren politieke autonomie. Steden als Staraja Roessa, Ladoga, Torzjok en Oresjek, die invloedrijke posads hadden, kregen inspraak en werden gezien als de buitenwijken (vazallen) van Groot-Novgorod.
Pskov was onderdeel van de Feodale Republiek Novgorod (FRN) van de 12e tot de 13e eeuw, maar begon zich te isoleren van Novgorod halverwege de 13e eeuw. Pskov’s de jure onafhankelijkheid werd erkend bij het Verdrag van Bolotovo in 1348 (zie Republiek Pskov).
Van de 12e tot de 15e eeuw breidde de FRN zich uit in oostelijke en noordoostelijke richting. De Novgoroders verkenden het gebied rond het Onegameer, langs de Noordelijke Dvina en de kustlijnen van de Witte Zee. In het begin van de 14e eeuw zeilden de Novgoroders over de Noordelijke IJszee (de Barentszzee en de Karazee) en verkenden de West-Siberische rivier de Ob.
De Fins-Oegrische stammen van Groot-Perm moesten schatting betalen aan Groot-Novgorod. De gebieden ten noorden van de stad, die rijk waren aan onder andere huiden, zeedieren en zout, waren van groot economisch belang voor de FRN.

## Interne organisatie

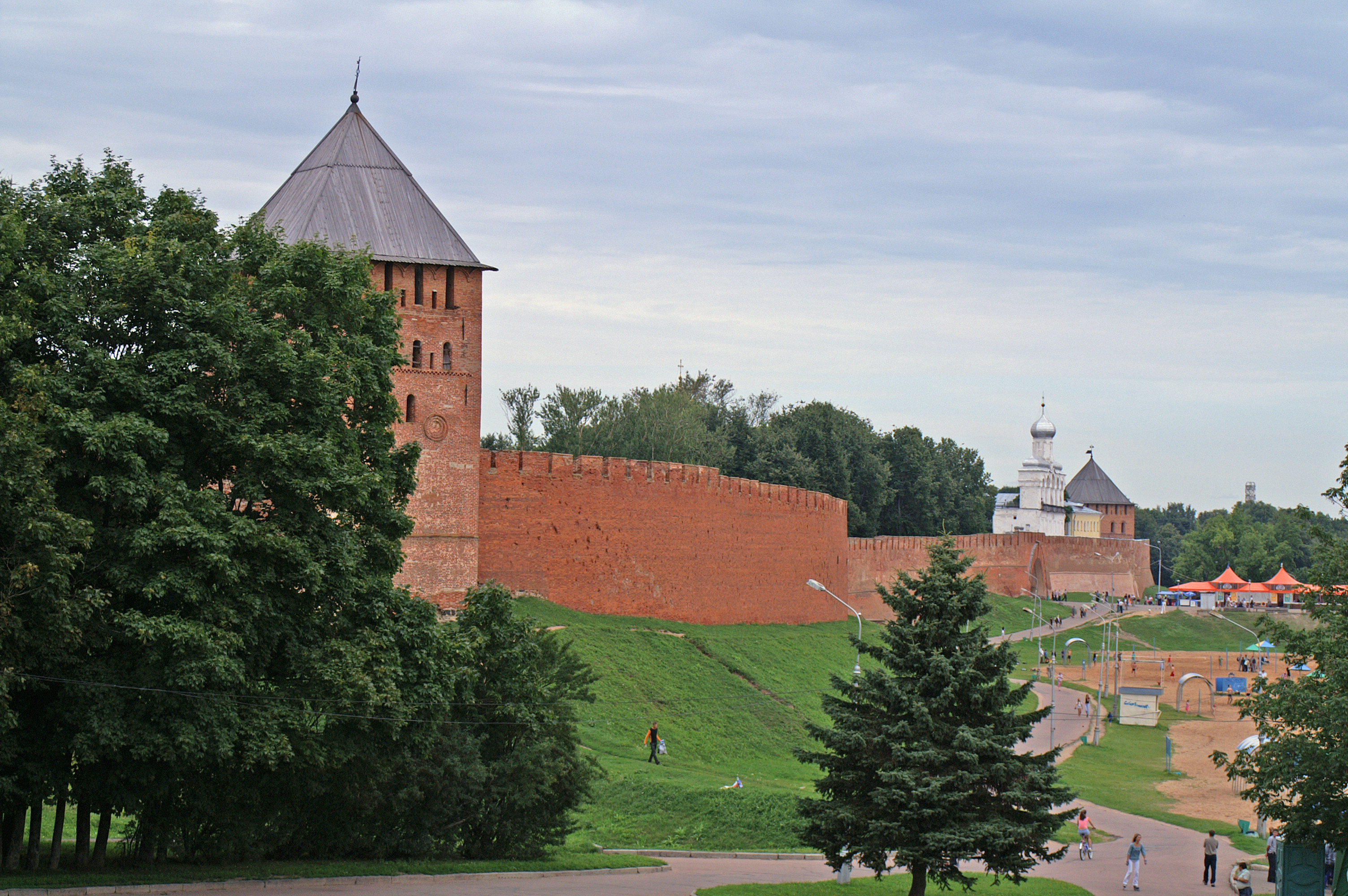
Gedeelte van de muur van het Kremlin van Novgorod

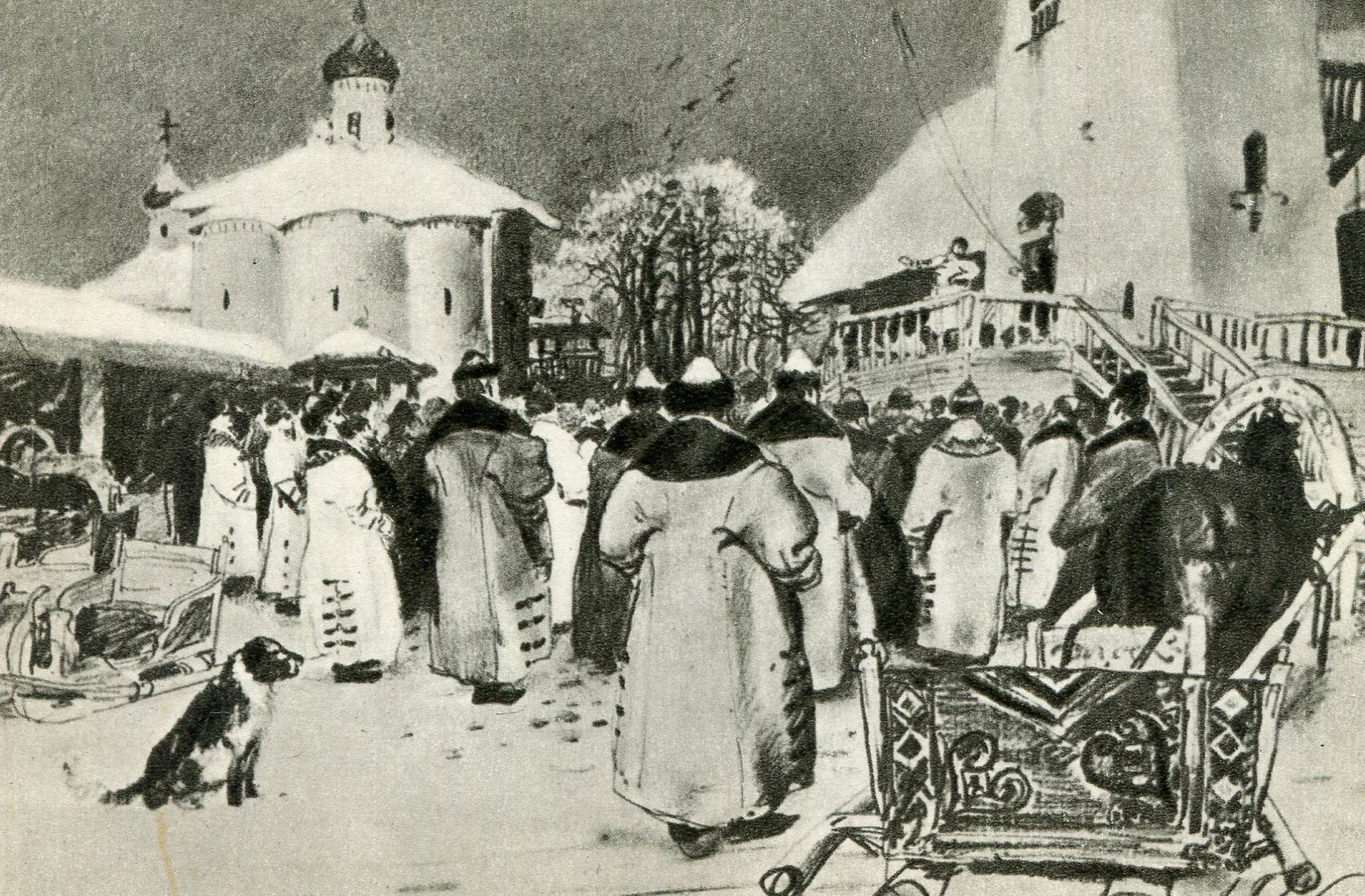
Vetsje van Novgorod (Andrej Rjaboesjkin, eind 19e eeuw)

De vetsje (volksvergadering) was de hoogste autoriteit binnen de FRN en kon bestaan uit zowel de stads- als de plattelandsbevolking. Dit regerende lichaam had de macht om posadniks, tysjatski's ("duizenden"; militaire leiders) en zelfs aartsbisschoppen (vanaf 1156) aan te stellen uit de kringen van de bojaren. De aartsbisschop stond aan het hoofd van de uitvoerende tak van de regering en was de rijkste feodale heerser van Novgorod, die het grootste deel van de landerijen en de bronnen van inkomen bezat, die aan hem werden toegewezen door de vorsten in Kiev. De aartsbisschop stond aan het hoofd van de schatkamer van de republiek, de internationale relaties en was tevens de publieke aanklager. Gewone handelslieden en vakmensen namen ook deel in het politieke beleid van Groot-Novgorod. Zij hadden hun eigen "unies" en waren verdeeld in kontsjans (кончане; degenen die leefden aan de rand van de stad), oelitsjans (уличане; degenen die op de stadsstraten leefden) en sotnjas (сотни; honderden) (zie ook Ivans Honderd, het eerste Russische gilde).
Vanaf de 12e eeuw begonnen de hoofden van deze unies hun recht uit te oefenen om alle belangrijke documenten in de republiek te ondertekenen. Een heerser van Novgorod werd uitgenodigd door de vetsje uit andere vorstendommen, die dan een contract met hem tekenden, genaamd rjad (ряд). Dit contract beschermde de belangen van de Novgorodse bojaren. De taken van de heerser over de FRN waren beperkt. In de eerste plaats was hij de militaire leider. Hij voerde het recht van aanklager niet uit. Het stadsleven werd geleid door een verkiesbare posadnik, die de bemiddelaar vormde tussen het volk en de Novgorodse knjaz. De woonplaats van de laatste werd verplaatst van het kremlin van de stad (Детинец; Detinets genoemd) naar de buitenwijken van Novgorod (Городище; Gorodisjtsje). Vanaf Alexander Nevski in het midden van de 13e eeuw werden de heersers van Novgorod verkozen uit de prinsen van Vladimir.

## Economie

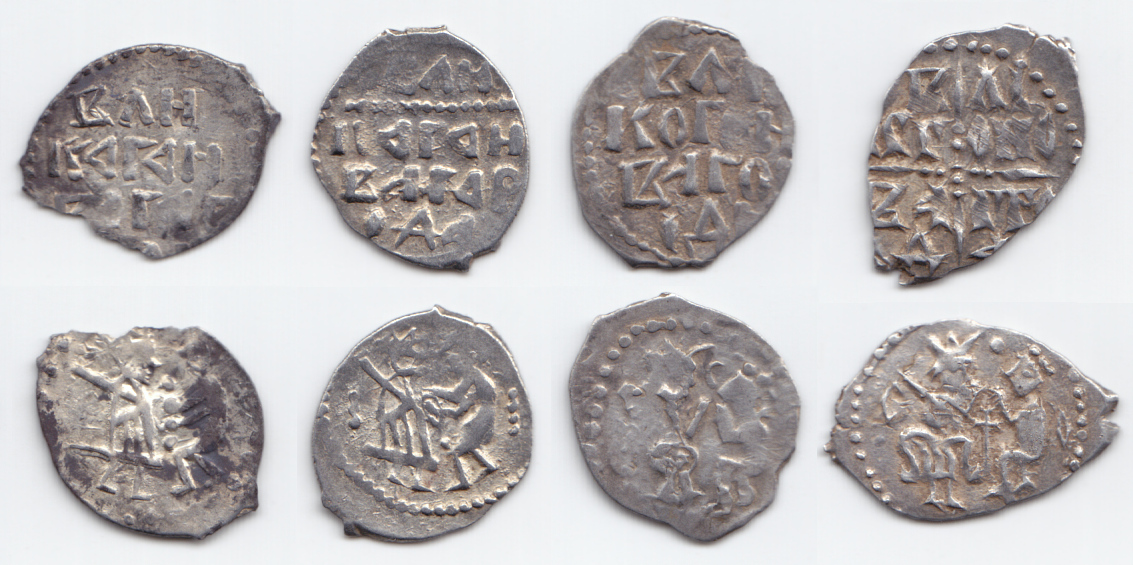
Zilveren munten van de Republiek Novgorod, 1420-1487

Novgorod was een groot handelscentrum, wat tevens de kracht van de republiek was. Door haar ligging op de handelsroute naar de Wolgavallei groeide de stad uit tot een van de vier belangrijkste handelscentra van de Hanze, naast Bergen, Brugge en Londen. Ook was er een Duitse handelskolonie in de stad.
De economie van de FRN was vooral gecentreerd rond de landbouw en de veehouderij. Daarnaast waren vissen, de jacht en het houden van bijen veel voorkomende activiteiten die naast de landbouw werden uitgevoerd. Aan de kust van de Finse Golf werd ijzer gedolven. Staraja Roessa en andere plaatsen binnen de FRN stonden bekend om hun zoutwerken. Ook vlas en hopcultivatie waren van enig belang. Plattelandsproducten als huiden, bijenwas, honing, vis, reuzel, vlas en hop werden verkocht op de markt en geëxporteerd naar andere Russische steden en daarbuiten. De Novgorodse kooplieden handelden met Deense, Duitse en Zweedse steden en importeerden vooral kleren en metalen uit Europa en graan uit Centraal-Rusland. De Hanze liet het de Novgorodse kooplieden echter niet toe om zelf haar eigen zeehandel te drijven of goederen te leveren aan West-Europese havens met hun eigen schepen.
Meer dan de helft van alle Novgorodse landerijen die in particuliere handen waren, waren in handen van ongeveer 30 tot 40 adellijke bojarenfamilies tegen de 14e en 15e eeuw. Deze enorme landerijen dienden als materiële hulpbronnen, die de superioriteit van de bojaren verzekerde. Het huis van Sint-Sofia van Novgorod (Дом святой Софии), de belangrijkste geestelijke vestiging van Novgorod, was hun belangrijkste rivaal in termen van landeigendom. Haar votttsjinas bevonden zich in de economisch meest ontwikkelde gebieden van de FRN. Het Joeriejevklooster, Arkazjskiklooster, Antoniejevklooster en enkele andere bevoorrechte kloosters stonden erom bekend dat het grote landeigenaren waren. Hiernaast bestonden de zogenoemde middenklasseburgers (житьи люди), die minder land bezaten dan de bojaren en de kleine vottsjinaeigenaren zonder privileges, die svojezemtsy (своеземцы; "particuliere landeigenaren") werden genoemd. De meest gebruikelijke vorm van arbeidsuitbuiting — het metajagesysteem — was typisch voor de hiervoor genoemde categorieën van landeigenaren. Hun thuiswerkplaatsen werden vooral bediend door choloppen, wiens aantal continu afnam. Samen met de metajage, werden betalingen in geld ook steeds meer van belang vanaf de tweede helft van de 15e eeuw.
De feodale landheren probeerden de kleine boeren wettelijk te binden aan hun landerijen. Verschillende categorieën van afhankelijke kleine boeren, zoals davnieje ljoedi (давние люди), polovniken (половники), poroetsjniken (поручники) en dolzjniken (должники) werd het recht ontnomen om hun landheer te verlaten. De bojaren en de kloosters probeerden ook andere categorieën kleine boeren het te verbieden om van landheer te verwisselen. Dergelijke zaken werden in de FRN vaak vergezeld van een meedogenloze klassenstrijd. Er waren ongeveer 80 grote burgeropstanden in de republiek tijdens haar bestaan, die vaak uitliepen op gewapende opstanden. De belangrijkste vonden plaats in 1136, 1207, 1228-1229, 1270, 1418 en van 1446 tot 1447, waarbij ook de kleine boeren waren betrokken. Ontsnappingen, weigering om schulden te betalen, verschillende geïsoleerde opstanden en andere vormen van antifeodale protesten waren een veelgezien verschijnsel in de FRN van de 12e tot de 15e eeuw. Novgorod wordt ook gezien als de geboorteplaats van de eerste ketterijen in Rusland.

## Buitenlandse relaties
De FRN streed tegen de aanvallen van de Zweden en later tegen de ridders van de Orde van de Zwaardbroeders en de Duitse Orde. Tijdens de Zweeds-Novgorodische Oorlogen annexeerden de Zweden Finse gebieden, waarvan de bevolking daarvoor verschillende malen schatting had betaald aan Novgorod. Vanaf de late 12e eeuw probeerden de Duitse Zwaardbroeders Lijfland te veroveren. Novgorod vocht met de Zweden in totaal 26 oorlogen uit en met de Orde van de Zwaardbroeders 11 oorlogen. De Duitse ridders maakten samen met de Deense en Zweedse vorsten handig gebruik van de Mongoolse invasie van het Kievse Rijk en vergrootten hun militaire activiteiten tussen 1240 en 1242, waarbij ze hun activiteiten verplaatsten naar de territoria van Novgorod. Hun militaire veldtochten staakten echter na de Slag aan de Neva (1240) en de Slag op het Peipusmeer (1242). Op 12 augustus 1323 werd het Verdrag van Nöteborg getekend, een verdrag tussen Zweden en Novgorod waarin het verloop van de grens werd beschreven. Dit was de eerste keer dat een grens werd bepaald tussen het gebied dat later Rusland zou gaan vormen en de Zweeds-Finse gebieden.
Het leger van Novgorod wist de daaropvolgende aanvallen eveneens succesvol af te slaan. Ook wist ze de terreur van de Mongoolse invasie te ontlopen, maar begon ondanks haar onafhankelijkheidsverklaring aan de Gouden Horde toch schatting te betalen aan de khans in Serai. In de 14e eeuw zorgden de aanvallen van de Novgorodse piraten (oesjkoejniks), die uitzwermden tot aan Kazan en Astrachan, mede voor de economische neergang en de uiteindelijke val van de Horde.

## Val van de republiek

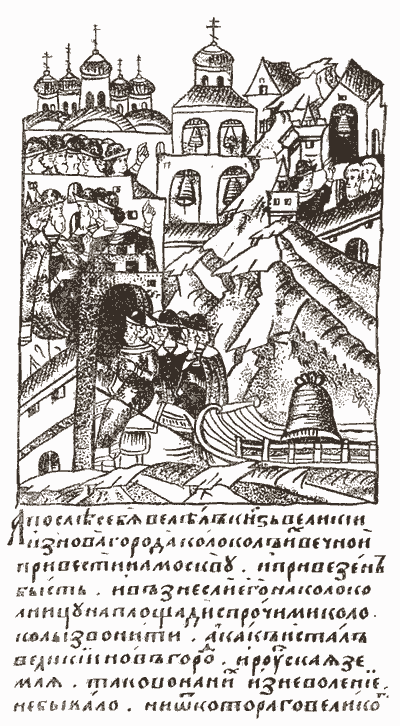
Verwijdering van de vetsjebel van Novgorod naar Moskou in 1478

Vanaf de 14e eeuw probeerden Tver, Moskou en het Grootvorstendom Litouwen de FRN te onderwerpen. Nadat hij grootvorst van Vladimir was geworden, zond Michail van Tver zijn gouverneurs naar Novgorod, zonder haar burgers hiervan eerst op de hoogte te stellen. Deze gebeurtenis zorgde voor de versterking van de banden van Novgorod met Moskou tijdens het rijk van grootvorst Joeri van Moskou.
Toen Moskovië eenmaal in macht groeide, probeerden Ivan Kalita, Simeon Ivanovitsj en andere Moskovische vorsten de onafhankelijkheid van de FRN in te perken. In 1397 vond een groot conflict plaats tussen Moskovië en de FRN, toen Moskovië de landen langs de loop van de Noordelijke Dvina annexeerde. Het jaar daarop werd het gebied teruggegeven.
Het bestuur van Novgorod probeerde de toenemende druk van Moskovië te keren door een alliantie aan te gaan met Litouwen en werd daardoor een obstakel voor de plannen van Moskovië. De meeste Novgorodse bojaren wilden de republiek behouden en wisten de vetsje te bewegen tot een alliantie met Litouwen. De voorstanders van deze alliantie was een groep van bojaren genaamd de Litouwse partij, die werd geleid door Marfa Boretskaja.
Op het initiatief van deze partij nodigde Boretskaja de jonge Litouwse prins Michail Olelkovitsj uit en vroeg hem om haar man te worden en de heerser van Novgorod. Ze sloot ook een alliantie met Casimir I, de grootvorst van Litouwen. De vooruitzichten op een veranderde alliantie in het voordeel van het Koninkrijk Polen in personele unie verenigd met het Grootvorstendom Litouwen zorgde voor grote onrust onder de gewone burgers.
De Moskouse autoriteiten gebruikten de burgerlijke onrust om, na het verwerpen van het Verdrag van Jazjelbitsy, de oorlog aan te gaan met de FRN. Het leger van Moskou behaalde een overwinning bij de Slag bij de Sjelon in 1471, wat leidde tot de daaropvolgende beëindiging van de politieke isolatie van Novgorod. In 1478 stuurde Ivan III zijn leger om Novgorod te belegeren en annexeerde uiteindelijk de hele FRN, waarmee deze ophield te bestaan. De stad Novgorod bleef haar positie als belangrijk handelscentrum echter behouden tot het begin van de 18e eeuw, toen Sint-Petersburg deze functie overnam.